# 民主论坛
民主论坛（荷蘭語：Forum voor Democratie，缩写FvD）是荷兰一个保守主义、右翼民粹主义、欧洲怀疑主义政党，最初由蒂埃里·鲍德和亨克·奥滕于2016年作为智库成立。该党在2017年大选中首次参加选举，赢得两席众议院议席。在2019年省级选举中，该党赢得了最多的席位。

## 历史
民主论坛是作为一个智库成立的，其主要事迹是在2016荷兰乌克兰－欧盟联合协定公投中发起反对欧盟的活动。
2016年9月，民主论坛转变为一个政党，并宣布打算参加2017年大选，它最终获得1.8%的选票和2个席位，首次进入议会。2019年2月，民主论坛已经有近3.1万名成员。作为民粹主义政党，民主论坛提名的大部分议员候选人此前没有在其他政党的从政经验。
2018年2月，该党出现内部问题，一些知名成员因为感到该党缺乏内部民主而离党。
在2019年省级选举中，民主论坛在荷兰12个省共赢得了86个席位。在南荷兰、北荷兰和弗莱福兰，民主论坛成为最大的政党，分别赢得11席、9席和8席。在其他所有省份，该党的得票率不是第二就是第三。民主论坛并没有在鹿特丹参选，而是支持宜居鹿特丹党。
2020年4月30日，民主论坛与北布拉班特省的基督教民主呼籲结盟，该党首次正式进入地区政府的管理层。2020年，前自由民主人民党议员怀布伦·范哈加轉投民主论坛。
2020年4月，民主论坛青年翼成员发表被视为种族主义和仇视同性恋的一系列言论引发了争议，导致该党分裂。鲍德还被指控支持反犹太主义阴谋论，但他表示否认。这导致了要求鲍德作为民主论坛党魁被撤职的呼声，他暂时辞职。2020年12月，有消息称，鲍德已重新出任该党党魁，并将带领民主论坛参加2021年荷兰大选。
2021年大选中，民主论坛得到5.02%选票，在所有参选的政党中排名第8，赢得8个席位。

## 意识形态
民主论坛的意识形态被描述为民族保守主义，保守自由主义，欧洲怀疑主义和右翼民粹主义。在其官方纲领上，该党宣称自己是一场致力于保护荷兰主权、身份、文化和知识产权的运动，而不是一个政党。该党还希望实施更严格的移民政策，并反对欧盟。荷兰《金融时报》曾描述民主论坛包含了各种派系，包括支持保守主义和自由意志主义思想的成员。最初，该党致力于争取前自由民主人民党（VVD）选民的支持，他们认为VVD在欧盟和移民政策领域过于软弱，但认为自由党过于强硬，并试图招募来自专业领域人士而非政治背景的候选人。民主论坛被指控在另类右翼运动中培养人气，但该党并不认同 。

### 支持俄罗斯侵略乌克兰
FvD将2022年俄罗斯入侵乌克兰的升级归咎于北约国家，并公开支持俄罗斯对冲突的看法。该党最初的联合创始人Henk Otten批评了FvD对俄罗斯的立场，并称其党魁Baudet为普京的“满洲候选人”。

### 经济
民主论坛作为一个保守自由主义政党，支持经济自由主义。该党主张对每个人实行高免税等级，废除赠与税和继承税，并彻底简化税率等级。该党主张对初等教育和中等教育进行大幅度改革，重点是对教师的绩效评估。它希望扩大武装力量，扩大国家预备役部队，恢复削减国防预算。

### 选举改革
民主论坛反对的主要问题之一是认为存在“政党卡特尔”（party cartel），该国的主要执政党尽管声称是竞争对手，但彼此分配权力并朝着相同的目标努力。该党承诺通过有约束力的公民投票以及直接选举市长和首相实现直接民主。该党还支持由各自领域的非政治专家（“技术官僚主义”）组成的政府，每当新的内阁组建时，高级公务员都必须重新申请其职位。

### 移民与欧盟
民主论坛表示，它支持保护欧洲文明，希望欧洲国家之间实现自由贸易，但反对欧盟（EU）和欧元区。该党呼吁废除欧元区，退出申根协议，并就荷兰加入欧盟举行全民公投。民主论坛还采取了一种民族主义观点，认为荷兰文化应该得到保护。例如，该党赞成恢复边境管制，结束它所认为的大规模移民。该党还反对未经检查的移民，并称它将推出一项荷兰价值观保护法案。该党支持宗教自由，呼吁平等对待所有公民，不论其性别、种族或性取向，但也反对伊斯兰文化对荷兰社会的任何进一步影响，支持打击强迫婚姻或童婚，并希望禁止伊斯兰面纱和其他面罩。民主论坛还反对外国资助伊斯兰学校和机构，并主张荷兰所有学校都应接受“犹太－基督教价值观”。民主论坛还指出，应向不愿融入社会的移民提供返回其祖国的激励措施，并应在任何可能的情况下，在荷兰土地之外处理寻求庇护者。

### 刑事司法
民主论坛呼吁改革荷兰司法系统，增加对荷兰警察部队的资助，对那些被判犯有暴力罪行的人给予更严厉的惩罚，并在可能的情况下对那些被判犯有严重罪行的非归化移民驱逐出境并在原籍国受审。

### 环境和社会政策
民主论坛呼吁逐步使软性毒品合法化，但也支持减少学校附近大麻咖啡店的数量。该党还呼吁减少塑料的使用，更多地支持农业经济，可持续农业以及更严厉的禁止虐待动物的法律。2019年春，该党支持了一个气候怀疑论纲领，强烈反对国家在可再生能源方面的大规模投资，从而在省级选举中获胜。同年晚些时候，该党还支持荷兰农民抗议执行有关氮排放的立法。

### 社会与文化
民主论坛支持高级文化。它主张保护荷兰文化和“欧洲古典音乐、艺术和知识”。它对现代建筑持批评态度，既要求新的政府建筑以新古典主义风格建造，也要求城市规划“符合历史观点”。民主论坛还支持建立一个保护历史古迹免遭破坏的委员会，希望保留西弗里斯兰语作为第二国语，呼吁学校教授“西方创造的美丽事物”，并支持所有荷兰公民免费进入博物馆。该党还推动了荷兰公共广播公司的解散和私有化计划。

## 争议
自从民主论坛在政治上变得活跃以来，它引发了一系列争议，特别是关于对该党主要政治人物的种族主义指控，该党的“教育中的左翼灌输”热线以及该党是否是极右翼政党。许多争议围绕着该党领导人鲍德。2020年4月，HP/De Tijd揭露了一系列反犹太主义、仇视同性恋及颂扬安德斯·布雷维克和布伦顿·塔兰特的事件，这些事件与民主论坛的青年翼有关。民主论坛后来调查了这些事件，并开除了三名党员，另外有三名成员被停职。11月，更多类似的消息被披露后，鲍德辞去了领导人的职务。在鲍德辞去党魁的第二天，副党魁特奥·希德玛出于“个人原因”腾出了他在参议院的座位，尽管一些媒体认为这是由于党内的争议。第二天，参议员保罗·克利特也从党内辞职。参议员尼基·保-弗韦在11月20日的一次晚宴上公开了一封关于多起事件的信，其中包括鲍德发表反犹太主义声明，声称COVID-19封锁是由乔治·索罗斯策划的，并猛烈抨击了他的同事约斯特·埃德曼斯。
2020年12月，鲍德改变了行动，并宣布该党将举行领导层竞争。民主论坛董事会宣布，将举行一次内部公投，决定是否将鲍德开除出党，并以新党魁取代他。选举于2020年12月3日举行，76%的民主论坛成员投票支持鲍德留在党内。为了抗议选举结果，民主论坛的三名欧洲议会议员和七名参议员辞职，成为独立议员，之后加入了由前该党成员创建的JA21。